# Vassilis Krommidas
Vassilis Krommidas (griechisch Βασίλης Κρομμύδας Vasílis Krommýdas; * 4. Juli 1970 in Thessaloniki) ist ein ehemaliger griechischer Triathlet und zweifacher Olympionike (2000, 2004).

## Werdegang
Als 10-Jähriger fing Vassilis Krommidas im Schwimmsport an und wurde Mitglied im Nationalteam.
Er studierte an der Aristoteles-Universität Thessaloniki.
Vassilis Krommidas wechselte 1989 zum Triathlon.
1995 wurde er auf der Mitteldistanz Zweiter beim Allgäu Triathlon.
Als damals 21-Jähriger startete er 1991 in Roth bei seiner ersten Langdistanz. Schon im nächsten Jahr konnte er seine Zeit um eine Stunde verbessern und belegte beim Ironman Europe (3,8 km Schwimmen, 180 km Radfahren und 42 km Laufen) den zehnten Rang.

### Olympische Sommerspiele 2000
Bei den Olympischen Sommerspielen 2000 belegte er in Sydney den 33. Rang.

2004 startete er erneut bei den Olympischen Sommerspielen, konnte das Rennen in Athen aber nach einem technischen Defekt auf dem Rad nicht beenden.

### Griechischer Meister Triathlon-Sprintdistanz 2014
2014 wurde Vassilis Krommidas griechischer Meister auf der Triathlon-Sprintdistanz. Im selben Jahr wurde er Vizemeister auf der Duathlon-Kurzdistanz.

Krommidas ist 70-facher nationaler Meister.
Seit 2014 tritt er nicht mehr international in Erscheinung.
Vassilis Krommidas ist als Trainer und Coach tätig und er führte das Nationalteam von Griechenland und Zypern.

## Sportliche Erfolge
| Datum/Jahr    | Rang | Wettbewerb                                  | Austragungsort | Zeit     | Bemerkung |
| ------------- | ---- | ------------------------------------------- | -------------- | -------- | --- |
| 20. Juni 2014 | DNF  | ETU Triathlon European Championships        | Kitzbühel      | –        | Europameisterschaft auf der olympischen Kurzdistanz                                                                       |
| 11. Mai 2014  | 1    | GRE Sprint Triathlon National Championships | Marathonas     | 01:04:25 | |
| 29. Sep. 2013 | 3    | GRE Triathlon National Championships        | Marathonas     | 02:06:38 | |
| 26. Aug. 2004 | DNF  | Olympische Sommerspiele 2004                | Athen          | –        | Rennabbruch nach technischen Problemen mit dem Rad                                                                        |
| 9. Nov. 2002  | 56   | ITU Triathlon World Championships           | Cancún         | 01:59:52 | |
| 16. Sep. 2000 | 33   | Olympische Sommerspiele 2000                | Sydney         | 01:51:28 | bei der erstmaligen Austragung von Triathlon bei Olympischen Spielen (1,5 km Schwimmen, 40 km Radfahren und 10 km Laufen) |
| 4. Juli 1998  | 25   | ETU Triathlon European Championships        | Velden         | 01:54:39 | Triathlon-Europameisterschaft auf der Kurzdistanz (1,5 km Schwimmen, 40 km Radfahren und 10 km Laufen)                    |
| 22. Juli 1995 | 2    | Allgäu Triathlon                            | Immenstadt     | 04:31:22 | Mitteldistanz |

| Datum/Jahr    | Rang | Wettbewerb                                      | Austragungsort | Zeit     | Bemerkung                                    |
| ------------- | ---- | ----------------------------------------------- | -------------- | -------- | -------------------------------------------- |
| 8. Juni 1997  | 8    | ITU Long Distance Triathlon World Championships | Nizza          | 05:49:56 | beim Triathlon International de Nice         |
| 1994          | 17   | Ironman Hawaii                                  | Hawaii         | 08:55:02 | Rekordhalter der Altersklasse 18–24          |
| 22. Mai 1994  | 8    | Ironman Lanzarote                               | Lanzarote      | 09:01:20 |                                              |
| 1993          | 4    | Austria-Triathlon                               | Podersdorf     | 08:35:22 |                                              |
| 11. Juli 1992 | 10   | Ironman Europe                                  | Roth           | 08:27:38 | persönliche Bestzeit auf der Ironman-Distanz |
| 13. Juli 1991 |      | Ironman Europe                                  | Roth           | 09:27    |                                              |

| Datum/Jahr    | Rang | Wettbewerb                                 | Austragungsort | Zeit     | Bemerkung                                                         |
| ------------- | ---- | ------------------------------------------ | -------------- | -------- | ----------------------------------------------------------------- |
| 16. März 2014 | 2    | GRE Sprint Duathlon National Championships | Marathonas     | 01:02:05 | Zweiter und griechischer Vizemeister, hinter Grigoris Skoularikis |

(DNF – Did Not Finish)